# Ukkel
Ukkel (Frans: Uccle) is na de stad Brussel zelf de grootste gemeente in oppervlakte van het Brussels Hoofdstedelijk Gewest en ligt ten zuiden van Brussel-centrum. De gemeente telt ruim 86.000 inwoners.
Ukkel is een van de groenere gemeenten van het Brussels Hoofdstedelijk Gewest. Een deel van het Zoniënwoud ligt op zijn grondgebied.
Het Koninklijk Meteorologisch Instituut (KMI), de Koninklijke Sterrenwacht van België (KSB) en het Koninklijk Belgisch Instituut voor Ruimte-Aeronomie (BIRA) bevinden zich in Ukkel en vormen samen de zogeheten Pool Ruimte.
De gemeente grenst met de klok mee aan Vorst, Elsene, Brussel-stad (namelijk het Ter Kamerenbos), Watermaal-Bosvoorde (allemaal Brussels Hoofdstedelijk Gewest) en de Vlaams-Brabantse faciliteitengemeenten Sint-Genesius-Rode, Linkebeek en Drogenbos.

## Geschiedenis

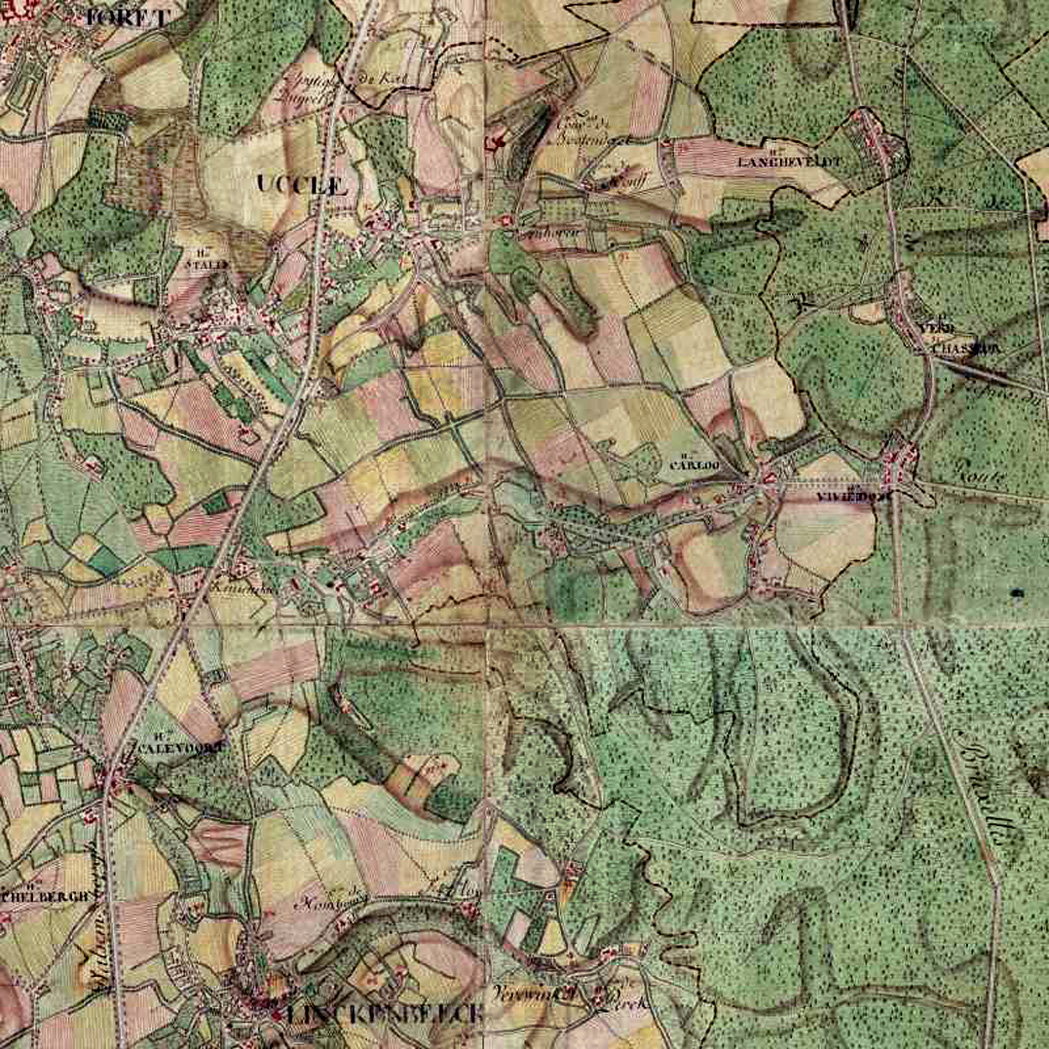
Ferrariskaart met de omgeving van Ukkel, Stalle en Carloo

Ukkel was in de vroege middeleeuwen een uitgestrekt Karolingisch domein, dat zich uitstrekte over wat nu onder meer Ukkel, Vorst, Drogenbos, Sint-Gillis en delen van Brussel en Elsene zijn. Later werd het graafschap Ukkel een van de graafschappen in de Brabantgouw. Later werd het een Brabants hertogelijk domein en in de loop van de middeleeuwen ontstonden hier door ontginning vanuit de abdij van Vorst en abdij Ter Kameren verschillende nederzettingen. Een van die dorpen was Ukkel, ontstaan ten oosten van de Alsembergsesteenweg, een grote invalsweg naar Brussel, rond de huidige Sint-Pieterskerk. Ukkel werd een belangrijk dorp met een uitgestrekte jurisdictie in Brussel en omgeving. Hieruit werd in 1296 Obbrussel, nu Sint-Gillis genoemd, aangehecht bij Brussel en in 1394 werd Vorst opgenomen in de Kuipe van Brussel. Ukkel telde naast het dorp nog verschillende heerlijkheden, waaronder Stalle en Carloo.
Op het eind van het ancien régime werden onder Frans bewind de gemeenten gecreëerd. Ukkel werd in 1795 samengevoegd met de heerlijkheden Stalle en Carloo (Sint-Job-parochie) tot de gemeente Ukkel. Neder-Elsene en de gehuchten Tenbos en Boondael gingen naar de gemeente Elsene en Drogenbos werd in 1798 een afzonderlijke gemeente. In de loop van de 19de eeuw ontwikkelde Brussel zich en ook in het voorheen landelijk Ukkel begon de verstedelijking. Van zo'n 3.000 inwoners in 1815 telde de gemeente begin 20ste eeuw bijna 20.000 inwoners.
Hoewel het noordelijke deel van de gemeente onder impuls van de bankier en weldoener Georges Brugmann reeds vanaf 1860 een toenemende woonfunctie kreeg, was het grootste deel van Ukkel omstreeks 1900 nog bijna volledig landelijk en Nederlandstalig. De landbouw verloor echter terrein aan de tertiaire sector, waardoor Ukkel opging in de Brusselse hoofdstedelijke agglomeratie. Deze ontwikkeling had niet alleen een explosieve bevolkingsgroei, maar ook verfransing tot gevolg. De belangrijkste groeiassen waren de Alsembergse- en Waterloosesteenweg en de Brugmannlaan. In het zuiden en het zuidoosten van de gemeente liggen villawijken met landelijke vergezichten.

## Bezienswaardigheden
- Het Papenkasteel uit de 17de eeuw
- Domein Paridant en het bijhorend kasteel
- De Villa Bloemenwerf werd in 1895 door Henry Van de Velde gebouwd als zijn eigen woonhuis.
- De villa in Amsterdamse School-stijl van de kunstverzamelaars Van Buuren bevat de kunstverzameling David en Alice van Buuren en een intact interieur uit de art deco.
- Het 16de-eeuwse Hof ten Horen
- Gemeentehuis van Ukkel
- Op de begraafplaats van Dieweg bevinden zich veel graven uit de 19e eeuw.
- De watermolens Nekkersgatmolen en Crockaertmolen
- De gemeente telt verschillende oude beschermde hoeves, zoals Roze Hoeve, de Sint-Elooishoeve, L'Abreuvoir
- Het Wolvendaelpark
- Het Stade du Vivier d'Oie uit 1902
- Nemo 33, het op drie na diepste zwembad ter wereld[bron?]
- Herdenkingsmonument voor de aanslagen in Brussel in het Zoniënwoud

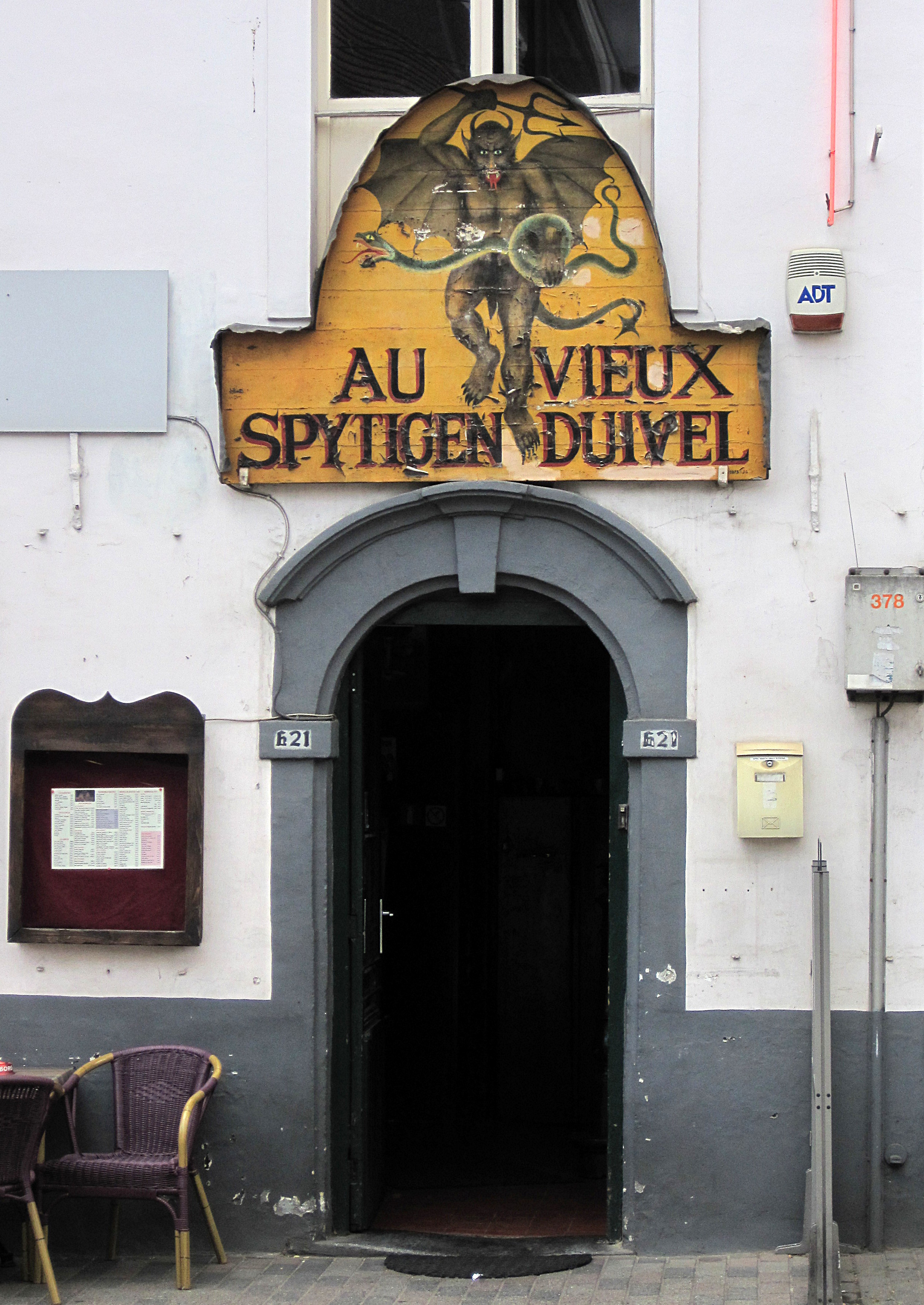
Uithangbord boven een van de oudste "estaminets" in de Brusselse agglomeratie

### Religieus
- In de oude dorpskern van Ukkel bevindt zich de classicistische Sint-Pieterskerk. Ook de 18de-eeuwse pastorie van de parochie is beschermd.
- De rooms-katholieke Sint-Jobkerk in de gelijknamige wijk
- De Russisch-orthodoxe Herdenkingskerk Sint-Job
- De gotische Onze-Lieve-Vrouw-ter-Noodkapel van Stalle
- Onze-Lieve-Vrouw van de Rozenkranskerk
- Sint-Markuskerk
- Heilig Hartkerk
- Sint-Pauluskerk in Stalle
- Kostbaar Bloedkerk
- Sint-Jozefskerk
- Sint-Annakerk

## Natuur en landschap
Ukkel is een verstedelijkte plaats met, vooral in het zuiden, een aantal groene zones. Hier vindt men het Zoniënwoud waarin ook het hoogste punt van Ukkel ligt, namelijk 128 meter. In het westen ligt het laagste punt, 44 meter. Hier vindt men het dal van de Geleytsbeek, een riviertje dat, evenals de Linkebeek, in westelijke richting naar de Zenne loopt. Parken en natuurgebieden zijn onder meer:
- Het Brugmannpark
- Het Buysdellebos
- De Kauwberg
- Het Kinsendaal-Kriekenputreservaat
- Het Montjoiepark
- Het Raspailpark
- Het Sauvagèrepark
- Het Verrewinkelbos
- Het Vronerodepark
- Het Wolvendaelpark

## Politiek
Het gemeentebestuur zetelt in het gemeentehuis van Ukkel.

### Resultaten gemeenteraadsverkiezingen sinds 1976
| Partij of kartel     | Partij of kartel                                  | 10-10-1976 | 10-10-1976 | 10-10-1982 | 10-10-1982 | 9-10-1988 | 9-10-1988 | 9-10-1994 | 9-10-1994 | 8-10-2000 | 8-10-2000 | 8-10-2006 | 8-10-2006 | 14-10-2012 | 14-10-2012 | 14-10-2018 | 14-10-2018 | 13-10-2024 | 13-10-2024 |
| Stemmen / Zetels     | Stemmen / Zetels                                  | %          | 41         | %          | 41         | %         | 41        | %         | 41        | %         | 41        | %         | 41        | %          | 41         | %          | 43         | %          | 43         |
| -------------------- | ------------------------------------------------- | ---------- | ---------- | ---------- | ---------- | --------- | --------- | --------- | --------- | --------- | --------- | --------- | --------- | ---------- | ---------- | ---------- | ---------- | ---------- | ---------- |
|                      | PTB-PVA1/ PTB+PVDA+2                              | -          |            | -          |            | 0,161     | 0         | 0,361     | 0         | 0,372     | 0         | -         |           | -          |            | -          |            | -          |            |
|                      | PS                                                | 12,44      | 5          | 10,81      | 5          | 12,26     | 4         | 10,7      | 4         | 10,25     | 4         | 13,61     | 5         | 13,25      | 5          | 7,75       | 3          | 13,51      | 6          |
|                      | ECOLO1/ VERTS2/ Ecolo-Groen3                      | -          |            | 6,721      | 2          | 4,212     | 0         | 9,231     | 3         | 17,81     | 7         | 13,91     | 6         | 16,733     | 7          | 26,803     | 13         | 21,58      | 10         |
|                      | PRL1/ LB2/ MR3/ Liste BourgmestreB                | 25,491     | 11         | 30,051     | 15         | 39,831    | 17        | 41,712    | 20        | 54,231    | 26        | 45,433    | 21        | 47,323     | 21         | 32,513     | 16         | 39,78B     | 19         |
|                      | FDF1/ Union CommunaleA/ DéFI2/ Liste BourgmestreB | 34,661     | 16         | 19,581     | 9          | 15,051    | 6         | 15,811    | 7         | 6,911     | 2         | 20,25A    | 9         | 13,811     | 5          | 13,282     | 6          | 39,78B     | 19         |
|                      | PSC1/ Union CommunaleA/ cdH2/ Les Engagés3        | 18,071     | 7          | 17,551     | 8          | 17,691    | 7         | 12,341    | 5         | 6,671     | 2         | 20,25A    | 9         | 8,892      | 3          | 7,512      | 2          | 11,163     | 4          |
|                      | Uccle En Avant                                    | -          |            | -          |            | -         |           | -         |           | -         |           | -         |           | -          |            | 9,44       | 3          | 10,40      | 4          |
|                      | FN                                                | -          |            | -          |            | -         |           | 5,74      | 2         | 1,39      | 0         | 3,38      | 0         | -          |            | -          |            | -          |            |
|                      | UDRT-RAD                                          | -          |            | 5,39       | 2          | -         |           | -         |           | -         |           | -         |           | -          |            | -          |            | -          |            |
|                      | VEU                                               | 6,16       | 2          | 2,35       | 0          | -         |           | -         |           | -         |           | -         |           | -          |            | -          |            | -          |            |
| Anderen(*)           | Anderen(*)                                        | 3,17       | 0          | 7,56       | 0          | 6,26      | 0         | 4,12      | 0         | 2,38      | 0         | 3,43      | 0         | -          |            | 2,71       | 0          | 3,58       | 0          |
| Totaal stemmen       | Totaal stemmen                                    | 48.892     | 48.892     | 46.369     | 46.369     | 43.305    | 43.305    | 39.530    | 39.530    | 38.824    | 38.824    | 40.252    | 40.252    | 39.314     | 39.314     | 40.170     | 40.170     | 40.241     | 40.241     |
| Opkomst %            | Opkomst %                                         |            |            |            |            | 85,35     | 85,35     | 84,24     | 84,24     | 82,94     | 82,94     | 84,93     | 84,93     | 82,11      | 82,11      | 83,38      | 83,38      | 81,06      | 81,06      |
| Blanco en ongeldig % | Blanco en ongeldig %                              | 3,82       | 3,82       | 4,19       | 4,19       | 4,35      | 4,35      | 3,69      | 3,69      | 3,07      | 3,07      | 3,32      | 3,32      | 4,20       | 4,20       | 4,49       | 4,49       | 5,34       | 5,34       |

De rode cijfers naast de gegevens duiden aan onder welke naam de partijen telkens bij een verkiezing opkwamen, rode letters duiden de kartels aan.

De zetels van de gevormde meerderheid staan vetjes afgedrukt. De grootste partij is in kleur.

(*) 1976: PCB-KPB (3,17%) / 1982: AU (3,25%), CVP (2,45%), PCB-KP (1,01%), FAL (0,14%), PUL (0,5%), UDB (0,21%) / 1988: UKKEL (4,17%), PFN (2,09%) / 1994: Vlaams Blok (0,99%), Volksunie (0,85%), MDC (0,36%), PLUS (0,45%), PPU (0,21%), UCCLE (1,26%) / 2000: Vlaams Blok (1,83%), PROSEC (0,55%) / 2006: Preservons Engeland (2,06%), Belg.Unie-BUB (0,40%), Independants Ucclois (0,97%) / 2018: N-VA (2,26%), Citoyen d'Europe M3E (0,45%) / 2024: N-VA (1,82%), collectif citoyen (1,76%) 

### Representativiteit

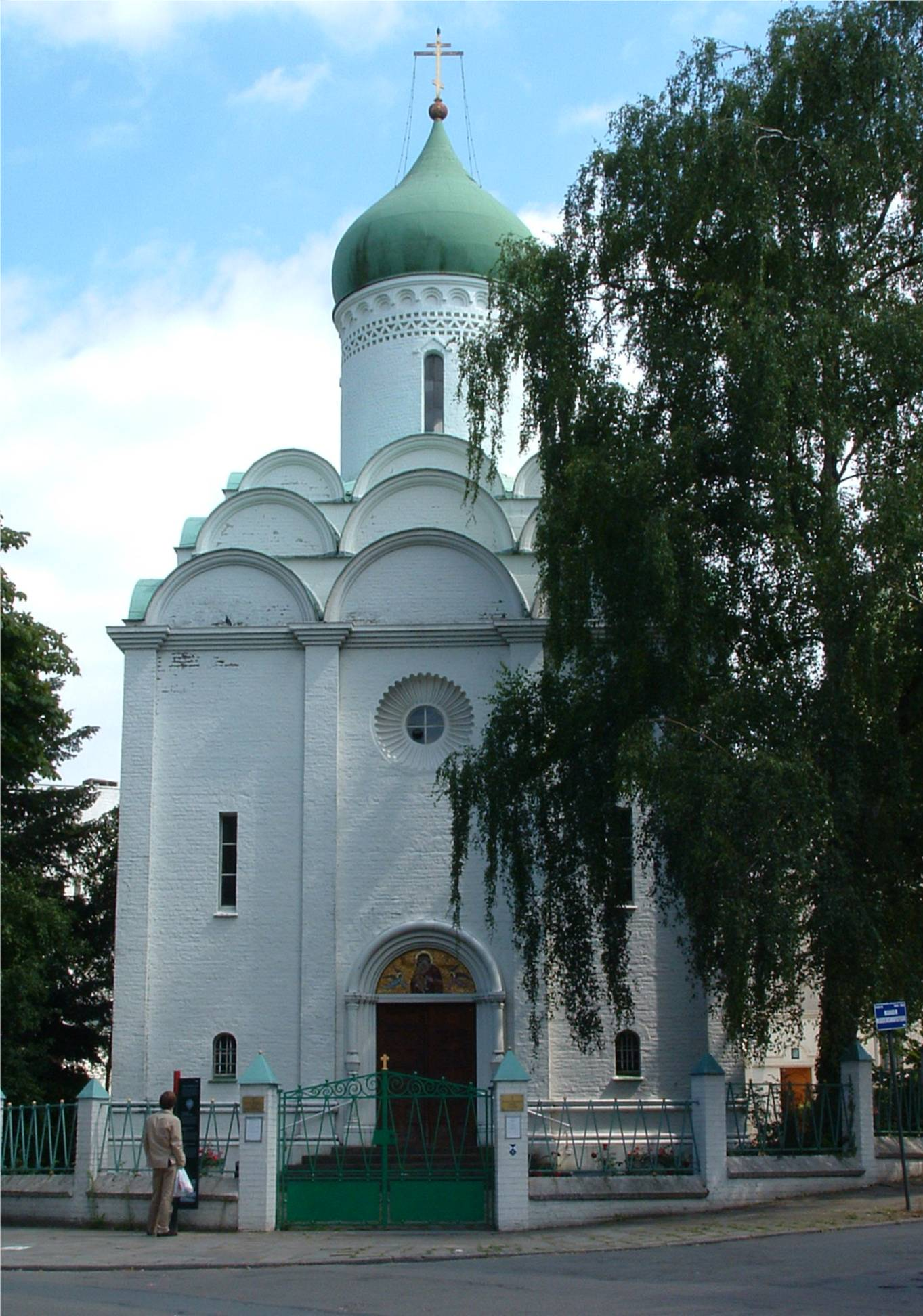
De Russisch-orthodoxe kerk van Sint-Job, aan de De Frélaan

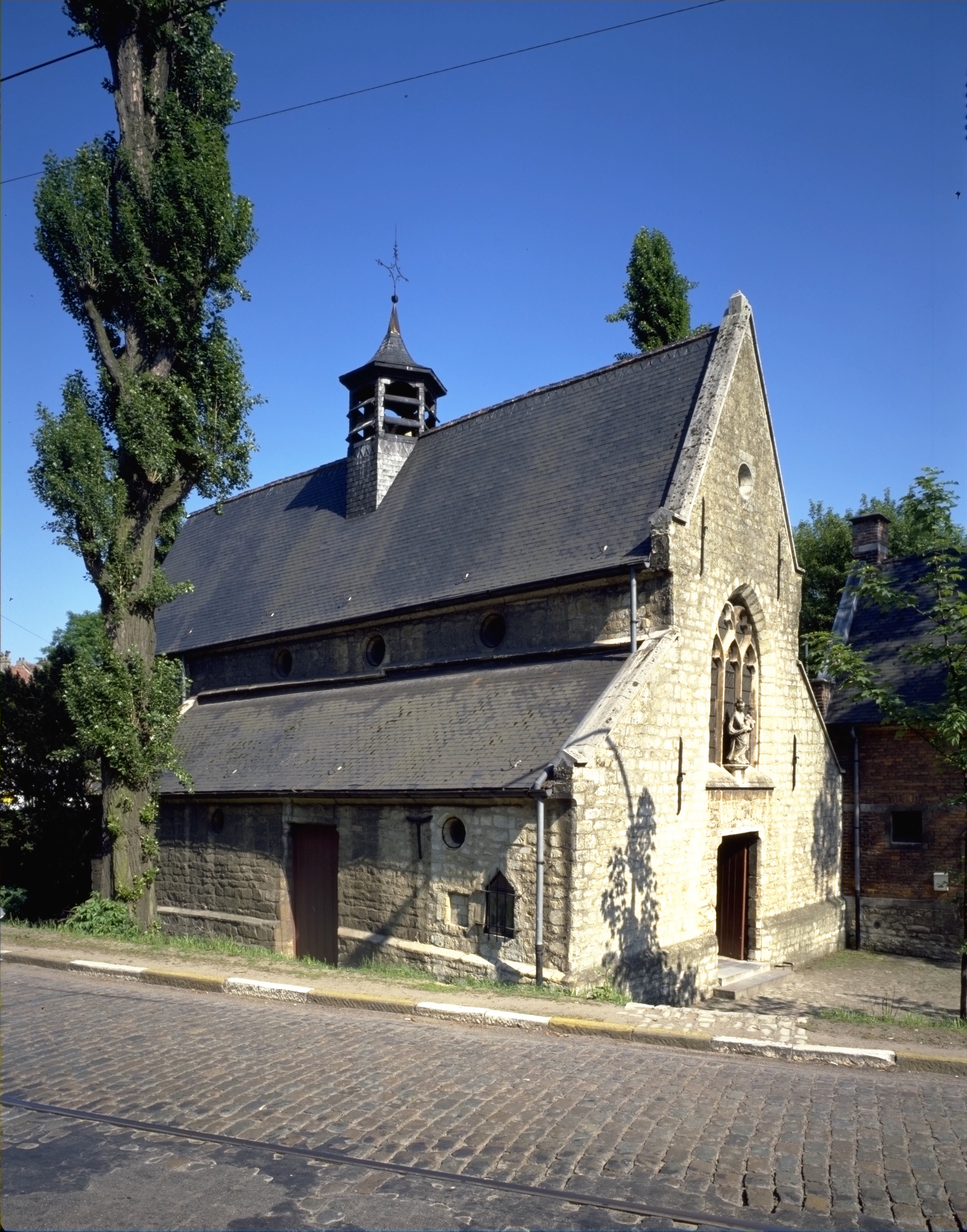
De kapel Onze-Lieve-Vrouw-ter-Nood (12e-17e eeuw) in de wijk Stalle

Voor Ukkel, net zoals voor de andere gemeenten van het Brussels Hoofdstedelijk Gewest, geldt dat het aantal kiezers in verhouding tot het aantal inwoners erg laag ligt, zowel absoluut als in vergelijking met de rest van het land. Dit is het gevolg van het hoge aandeel niet-Belgische inwoners (ook al kunnen deze onder bepaalde voorwaarden over gemeentelijk stemrecht beschikken). Daarnaast ligt ook het aantal kiezers dat niet komt opdagen, ondanks de stemplicht, erg hoog zodat het totaal aantal uitgebrachte stemmen, inclusief ongeldige en blanco, in de 19 gemeenten van het gewest slechts 44,66% van het aantal inwoners bedraagt. Ukkel scoort beter met een verhouding van 49,38% uitgebrachte stemmen/inwoners.

#### Verhouding kiezers/inwoners en absenteïsme bij de gemeenteraadsverkiezingen van 14 oktober 2012
- Ukkel: 60,15% (kiezers/inw.) - 17,89% (absenteïsme)
- Totaal Brussels Gewest : 53,89% (kiezers/inw.) - 17,14% (absenteïsme)

Ter vergelijking:
- Vlaamse provinciehoofdsteden: 69,30% (kiezers/inw.) - 12,12% (absenteïsme)
- Waalse provinciehoofdsteden: 69,04% (kiezers/inw.) - 17,31% (absenteïsme)

### Burgemeesters
1895-1900 Victor Allard

1900-1906 Léon Vanderkindere

1909-1912 Xavier De Bue 

1912-1921 Paul Errera 

1921-1925 Xavier De Bue 

1925-1926 Georges Ugeux 

1926-1933 Jean Vander Elst 

1933-1938 Joseph Divoort 

1939-1952 Jean Herinckx 

1952-1964 R. De Keyser 

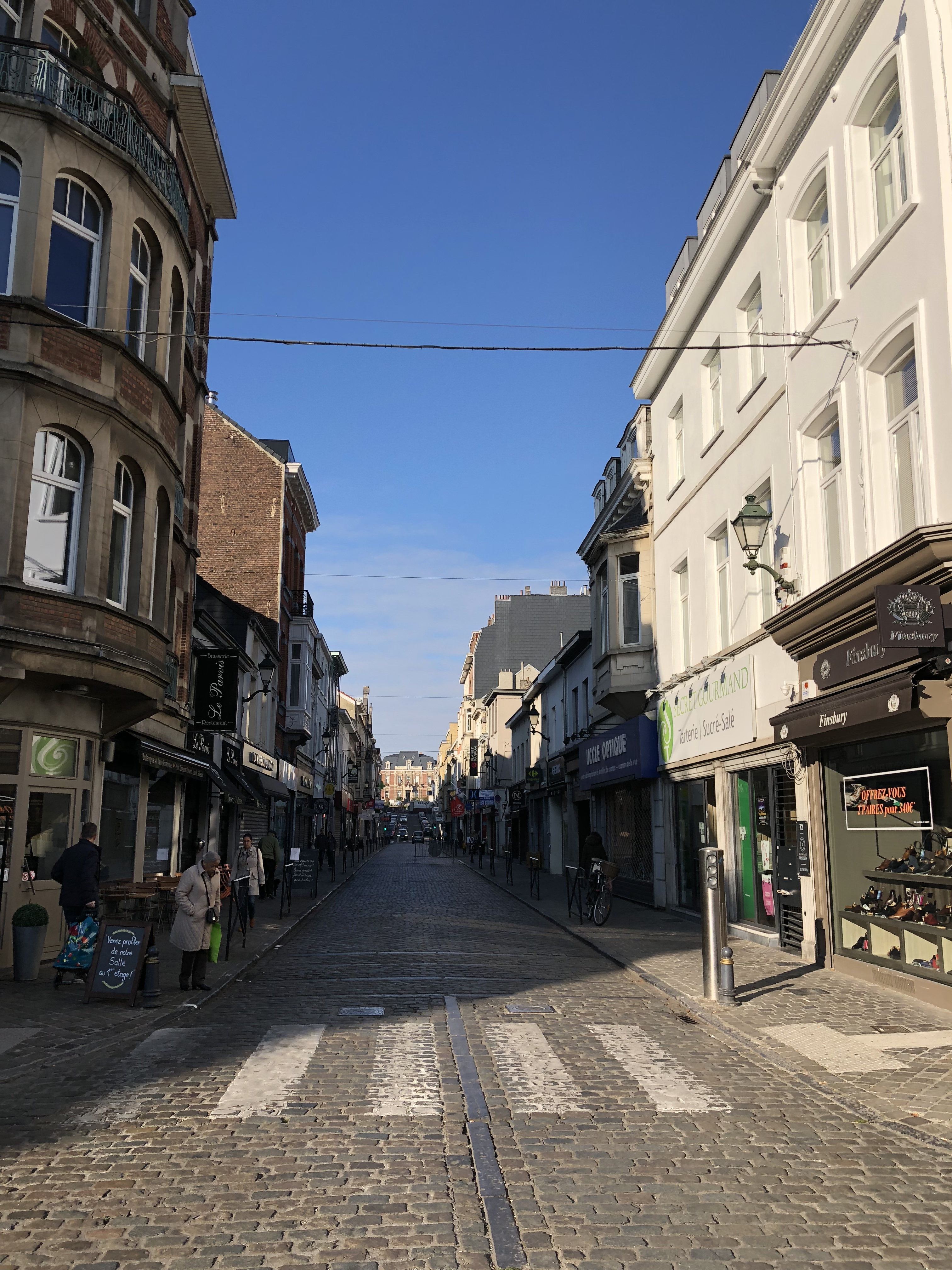
Xavier De Buestraat

1965-1981 Jacques Van Offelen (PLP) 

1981-2000 André Deridder (PRL) 

2001-2006 Claude Desmedt (MR-FDF)

2007-2017 Armand De Decker (MR)

2017-2017 Marc Cools (waarnemend) 

2017-heden Boris Dilliès (MR)

## Demografische ontwikkeling
- Bronnen:NIS, Opm:1806 tot en met 1981=volkstellingen; 1990 en later= inwonertal op 1 januari

| Inwoners van jaar tot jaar op 1 januari 1992 tot heden | Inwoners van jaar tot jaar op 1 januari 1992 tot heden | Inwoners van jaar tot jaar op 1 januari 1992 tot heden |
| jaar                                                   | Aantal                                                 | Evolutie: 1992=index 100                               |
| ------------------------------------------------------ | ------------------------------------------------------ | ------------------------------------------------------ |
| 1992                                                   | 73.826                                                 | 100,0                                                  |
| 1993                                                   | 73.916                                                 | 100,1                                                  |
| 1994                                                   | 73.880                                                 | 100,1                                                  |
| 1995                                                   | 74.040                                                 | 100,3                                                  |
| 1996                                                   | 73.921                                                 | 100,1                                                  |
| 1997                                                   | 74.273                                                 | 100,6                                                  |
| 1998                                                   | 74.272                                                 | 100,6                                                  |
| 1999                                                   | 74.419                                                 | 100,8                                                  |
| 2000                                                   | 74.221                                                 | 100,5                                                  |
| 2001                                                   | 74.668                                                 | 101,1                                                  |
| 2002                                                   | 74.952                                                 | 101,5                                                  |
| 2003                                                   | 75.433                                                 | 102,2                                                  |
| 2004                                                   | 75.122                                                 | 101,8                                                  |
| 2005                                                   | 74.976                                                 | 101,6                                                  |
| 2006                                                   | 75.954                                                 | 102,9                                                  |
| 2007                                                   | 76.576                                                 | 103,7                                                  |
| 2008                                                   | 76.730                                                 | 103,9                                                  |
| 2009                                                   | 77.336                                                 | 104,8                                                  |
| 2010                                                   | 77.589                                                 | 105,1                                                  |
| 2011                                                   | 78.288                                                 | 106,0                                                  |
| 2012                                                   | 79.610                                                 | 107,8                                                  |
| 2013                                                   | 80.487                                                 | 109,0                                                  |
| 2014                                                   | 81.089                                                 | 109,8                                                  |
| 2015                                                   | 81.280                                                 | 110,1                                                  |
| 2016                                                   | 81.944                                                 | 111,0                                                  |
| 2017                                                   | 82.307                                                 | 111,5                                                  |
| 2018                                                   | 82.275                                                 | 111,4                                                  |
| 2019                                                   | 83.024                                                 | 112,5                                                  |
| 2020                                                   | 83.980                                                 | 113,8                                                  |
| 2021                                                   | 84.774                                                 | 114,8                                                  |
| 2022                                                   | 85.099                                                 | 115,3                                                  |
| 2023                                                   | 86.101                                                 | 116,6                                                  |
| 2024                                                   | 86.806                                                 | 117,6                                                  |
| 2025                                                   | 87.194                                                 | 118,1                                                  |

## Stedenband
- De gemeente onderhoudt een stedenband ('jumelage') met  Neuilly-sur-Seine, een voorstad van de Franse hoofdstad Parijs.

## Nabijgelegen kernen
Vorst, Sint-Gillis, Watermaal-Bosvoorde, Linkebeek, Drogenbos